# Evrostini
Evrostini (in greco Ευρωστίνα?) è un ex comune della Grecia nella periferia del Peloponneso di 5.882 abitanti secondo i dati del censimento 2001.
È stato soppresso a seguito della riforma amministrativa detta Programma Callicrate in vigore dal gennaio 2011 ed è ora compreso nel comune di Xylokastro-Evrostini.

## Località
Evrostini è divisa nelle seguenti comunità (i nomi dei villaggi tra parentesi):
- Derveni (Derveni, Mavra Litharia, Petalou)
- Elliniko
- Evrostina (Evrostina, Ano Aigialos, Koumarias, Rozena)
- Kallithea (Kallithea, Skoupaiika)
- Lygia
- Lykoporia
- Pyrgos
- Sarantapicho (Sarantapicho, Sarantapichiotika)
- Stomio
- Chelydoreo (Chelydoreo, Mentourgianika)